# John Metcalf (Ingenieur)

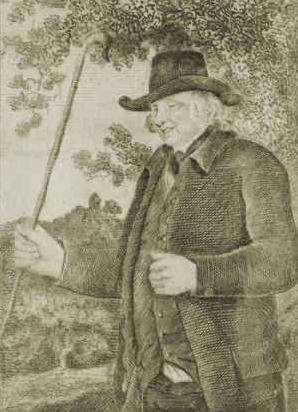
John Metcalf

John Metcalf (* 15. August 1717 in Knaresborough im Vereinigten Königreich; † 26. April 1810 in Spofforth, Yorkshire) im Vereinigten Königreich auch bekannt als Blind Jack von Knaresborough oder Blind Jack Metcalf, war ein britischer Bauingenieur und der erste professionelle Straßenbauer, der während der Industriellen Revolution in England in Erscheinung trat.
Blind seit dem Alter von sechs Jahren, hatte John ein erlebnisreiches Leben, das nach seinen eigenen Angaben kurz vor seinem Tod gut dokumentiert wurde. In der Zeit von 1765 bis 1792 baute er etwa 180 Meilen gebührenpflichtige Straßen, hauptsächlich im Norden von England.

## Frühes Leben
John wurde am 15. August 1717 in eine arme Familie in Knaresborough in der englischen Grafschaft Yorkshire hineingeboren. Sein Vater war ein Pferdezüchter. Im Alter von sechs Jahren verlor John sein Augenlicht durch eine Pocken-Infektion; er bekam Geigen-Lektionen, um später eine Erwerbsquelle zu haben. Er wurde ein vollendeter Geiger und verdiente damit seinen Lebensunterhalt in seinen frühen Erwachsenenjahren. 1732 im Alter von fünfzehn folgte Metcalf Morrison als Geiger im Queen’s Head, einer Taverne in Harrogate. Morrison hatte dort siebzig Jahre lang gespielt. Metcalf hatte auch eine Affinität für Pferde und verdiente mit Pferdehandel dazu. Obwohl blind, nahm er das Schwimmen und Tauchen auf, außerdem Hahnenkampf, Kartenspiel, Reiten und sogar Jagen. Er kannte die örtliche Gegend so genau, dass er als Führer für Besucher bezahlt wurde.
1739 freundete Jack sich mit Dorothy Benson an, der Tochter des Vermieters der Granby-Gastwirtschaft in Harrogate. Als er im Alter von 21 eine andere Frau schwängerte, bat Dorothy ihn, nicht die andere Frau zu heiraten und Jack floh. Er verbrachte einige Zeit an der Nordseeküste zwischen Newcastle und London, einschließlich Wohnen bei seiner Tante in Whitby. Er fuhr fort, als Geiger zu arbeiten. Als er hörte, dass Dorothy mit einem Schuhmacher verheiratet werden sollte, kehrte Jack zurück und brannte mit ihr durch. Sie heirateten und bekamen vier Kinder. Dorothy starb 1778.
Sein Geigenspiel verschafften ihm soziale Verbindungen und einen Gönner, Colonel Liddell. Nach einer oft erzählten Geschichte entschied der Colonel, seinen jungen Schützling nach London mitzunehmen, 190 Meilen weit weg im Süden. John fand des Colonels gemächlichen Gang zu langsam und ging zu Fuß voraus. Er erreichte London zuerst und kehrte nach Yorkshire zurück, bevor der Colonel kam. Er bewältigte das zu Fuß und blind und die Geschichte zeigt Jacks Bestimmtheit und Einfallsreichtum.
Während der Zweiten Jacobitenrebellion von 1745 verschafften Jacks Kontakte ihm den Job eines Assistenten des königlichen Beschaffungsoffiziers in der Gegend von Knaresborough. Jack ging mit der Armee nach Schottland. Er nahm nicht an Kampfhandlungen teil, sondern wurde angestellt, um Kanonen über morastigen Boden zu transportieren. Er wurde später gefangen genommen und wieder freigelassen.
Nach dem Krieg nutzte er seine schottischen Erfahrungen und begann, Strümpfe aus Aberdeen nach England zu importieren.

## Karriere
Bevor seiner Armeezeit hatte Jack sich als Fuhrunternehmer versucht, wobei er einen vierrädrigen Wagen mit einem Sitz und einem Pferd benutzte bei seinen örtlichen Reisen. Als der Wettbewerb einschneidend wurde, wechselte er zum Fischtransport zwischen der Küste und Leeds sowie Manchester. Nach 1745 kaufte er einen Steinwagen und arbeitete damit zwischen York und Knaresborough. Bis 1754 wuchs sein Geschäft bis zu einer Postkutschenlinie an. Er fuhr einen Wagen selbst und machte zwei Reisen pro Woche im Sommer und eine pro Woche in den Wintermonaten.

## Straßenbauer
1765 verabschiedete das britische Parlament ein Gesetz, das die Gründung von Mautgesellschaften erlaubte, um neue mautpflichtige Straßen in der Gegend von Knaresborough zu bauen. Es gab wenige Leute, die Erfahrung mit Straßenbau hatten und John ergriff die Gelegenheit, aufbauend auf seinen praktischen Erfahrungen als Fuhrunternehmer.
Er gewann den Auftrag, den drei Meilen (5 km) langen Abschnitt zwischen Minskip und Ferrensby einer neuen Straße von Harrogate nach Boroughbridge zu bauen. Er erkundete diesen Abschnitt der Landschaft allein und arbeitete die praktischste Route aus.
Metcalf fuhr fort, Straßen durch Lancashire, Derbyshire, Cheshire und Yorkshire zu bauen, einschließlich Straßen zwischen:
- Knaresborough und Wetherby
- Wakefield, Huddersfield und Saddleworth (über den Standedge-Pass)
- Bury und Blackburn mit einem Zweig nach Accrington
- Skipton, Colne und Burnley

Metcalf glaubte, dass eine gute Straße einen guten Unterbau haben sollte, gut drainiert sein sollte, und eine glatte konvexe Oberfläche haben sollte, um dem Regenwasser zu erlauben, schnell in Gräben auf der Seite zu versickern. Er verstand die Wichtigkeit einer guten Drainage, weil er wusste, dass es der Regen war, der die meisten Probleme auf den Straßen verursachte.
Er erarbeitete einen Weg, eine Straße über ein Moor mit einer Reihe von Flößen aus Besenheide (eine Art von Heidekraut) herzustellen und Ginster (Stechginster) in Bündeln gebunden als Fundament zu verwenden. Das begründete seine Reputation, weil die anderen Ingenieure dachten, es wäre nicht möglich.
Er hatte eine unvergleichliche Meisterschaft darin erworben, mit seiner eigenen akkuraten Methode Kosten und Material zu kalkulieren, die er anderen niemals erfolgreich erklären konnte.

## Späteres Leben
Die Konkurrenz durch Kanäle schließlich beschnitten seine Gewinne und er emeritierte 1792 mit einer Tochter und deren Ehemann nach Spofforth in Yorkshire. Während seiner Karriere baute er 180 Meilen Straßen. Mit 77 wanderte er nach York, wo er einem Verleger einen detaillierten Bericht über sein Leben erzählte.
Blind Jack von Knaresborough starb in seinem 93. Lebensjahr am 26. April 1810 in seinem Haus in Spofforth. Er ist auf dem Kirchhof in Spofforth begraben.

## Denkmal
Eine Statue von John Metcalf wurde auf dem Marktplatz von Knaresborough aufgestellt, gegenüber der Kneipe Blind Jack’s pub.

## Epitaph
Sein Grabstein, der auf Kosten von Lord Dundas im Kirchhof von Spofforth aufgestellt wurde, trägt dieses Epitaph:

"Here lies John Metcalf, one whose infant sight

Felt the dark pressure of an endless night;

Yet such the fervour of his dauntless mind,

His limbs full strung, his spirits unconfined,

That, long ere yet life’s bolder years began,

The sightless efforts mark’d th’ aspiring man;

Nor mark’d in vain—high deeds his manhood dared,

And commerce, travel, both his ardour shared.

’Twas his a guide’s unerring aid to lend—

O’er trackless wastes to bid new roads extend;

And, when rebellion reared her giant size,

’Twas his to burn with patriot enterprise;

For parting wife and babes, a pang to feel,

Then welcome danger for his country’s weal.

Reader, like him, exert thy utmost talent given!

Reader, like him, adore the bounteous hand of Heaven."